# Sucy-en-Brie
Sucy-en-Brie település Franciaországban, Val-de-Marne megyében. Lakosainak száma 27 593 fő (2022. január 1.). Sucy-en-Brie Ormesson-sur-Marne, Saint-Maur-des-Fossés, Boissy-Saint-Léger, Bonneuil-sur-Marne, Chennevières-sur-Marne, Marolles-en-Brie, Noiseau, La Queue-en-Brie és Santeny községekkel határos.

## Népesség
A település népessége az elmúlt években az alábbi módon változott:
| Lakosok száma | 25 849 | 26 264 | 26 575 | 26 472 | 26 974 | 27 157 | 27 040 | 27 622 | 27 593 |
|               | 2013   | 2015   | 2016   | 2017   | 2018   | 2019   | 2020   | 2021   | 2022   |